# بخش مرکزی شهرستان انگوت
بخش مرکزی، یکی از بخش‌های شهرستان انگوت در استان اردبیل ایران است. مرکز این شهرستان، شهر انگوت است.

## تقسیمات کشوری
- بخش مرکزی شهرستان انگوت
  - دهستان انگوت شرقی
  - دهستان انگوت غربی

شهر: انگوت

## جمعیت
بر پایه سرشماری عمومی نفوس و مسکن در سال ۱۳۹۵، جمعیت بخش مرکزی شهرستان انگوت برابر با ۱۴٬۲۵۷ نفر بوده‌است.